# De Arend (waterschap)
De Arend is een voormalig waterschap in de provincie Groningen.
Het schap lag ten noorden van Steendam aan weerszijden van de Tolweg lag tussen De Goedheid en de De Duif in. De polder behoorde tot het Dorpsterzijlvest, maar waterde uit in de boezem van het Woldzijlvest. Vanaf 1871 viel het onder het waterschap Duurswold.
De molen stond aan de Groeve. Toen in 1907 het herstel van de molen te duur bleek, besloot men aan te sluiten bij het grotere, ernaast gelegen waterschap de Steendammerpolder.
Waterstaatkundig gezien ligt het gebied sinds 2000 binnen dat van het waterschap Hunze en Aa's.